# مات سينج
مات سينج (بالإنجليزية: Matt Sing)‏ هو لاعب دوري الرغبي أسترالي، ولد في 13 مارس 1975 في وينتون في أستراليا.